# Alexei Ramírez
Artikeln följer den spanska namnseden; faderns efternamn är Ramírez och moderns efternamn Rodríguez.
Alexei Fernando Ramírez Rodríguez, född den 22 september 1981 i Pinar del Río, är en kubansk professionell basebollspelare som är free agent. Han spelade senast för Tampa Bay Rays i Major League Baseball (MLB). Ramírez är shortstop.

## Karriär

### Kuba
Ramírez spelade sju säsonger i Serie Nacional de Béisbol 2000–2006 för Pinar del Río.

### Internationellt
På den internationella scenen tog Ramírez guld för Kuba vid olympiska sommarspelen 2004 i Aten. Han representerade även Kuba vid World Baseball Classic 2006, där Kuba kom tvåa. Han spelade sex matcher och hade ett slaggenomsnitt på 0,375, inga homeruns och två RBI:s (inslagna poäng).

### Major League Baseball

#### Chicago White Sox
Ramírez lämnade Kuba 2007 och skrev strax därefter på för Chicago White Sox i MLB.
Hans första säsong 2008 blev framgångsrik med ett slaggenomsnitt på 0,290, 21 homeruns och 77 RBI:s. Fyra homeruns var grand slams, vilket var ett nytt säsongsrekord i MLB för förstaårsspelare (rookies). Ramírez kom tvåa i omröstningen om bästa nykomling i American League efter Evan Longoria.
I juli året efter var Ramírez med och skapade historia när han hjälpte till att bränna den 27:e och sista slagmannen i Mark Buehrles perfect game, den 18:e i MLB:s historia.
I början av 2014 års säsong satte Ramírez nytt klubbrekord för White Sox genom att ha minst en hit i hans första 17 matcher för säsongen. Hans fina start fortsatte med att han även satte nytt klubbrekord i antal hits i mars/april med 40 stycken, och vid samma tidpunkt hade han högst slaggenomsnitt i American League (0,351). Hans fina spel belönades med att han för första gången togs ut till MLB:s all star-match i juli. Så långt hade han ett slaggenomsnitt på 0,286, åtta homeruns och 41 RBI:s. Under hela säsongen spelade han 158 matcher med ett slaggenomsnitt på 0,273, 15 homeruns och 74 RBI:s. Han erhöll efter säsongen sin andra Silver Slugger Award, som den bästa offensiva shortstopen i American League.
2015 hade Ramírez ett slaggenomsnitt på 0,249 (sämst dittills under MLB-karriären), tio homeruns och 62 RBI:s på 154 matcher. Efter säsongen blev han free agent.

#### San Diego Padres
I januari 2016 skrev Ramírez på ett ettårskontrakt värt tre miljoner dollar med San Diego Padres. Avtalet innehöll en möjlighet för båda parter att förlänga kontraktet ytterligare ett år för fyra miljoner dollar. Han blev dock släppt av Padres i slutet av den första säsongen, efter att på 128 matcher ha haft ett slaggenomsnitt på 0,240, fem homeruns och 41 RBI:s.

#### Tampa Bay Rays
Efter mindre än en vecka skrev Ramirez på för Tampa Bay Rays, där han under resten av säsongen spelade 17 matcher. Efter säsongen blev han free agent.